# Malaita
Malaita  je tropski i brdoviti otok u jugozapadnom dijelu Tihog oceana administrativno pripada Solomonskim Otocima.

## Zemljopis
Otok je dug 164 kilometra a širok 37 km na najširem dijelu. Na jugozapadu otoka je tjesnac, koji ga odvaja od Guadalcanala i otoka Floride. Na sjeveroistoku i istoku je otvoreni Pacifik. Makira je najjužniji veliki otok u arhipelagu Salomona. Maramasike prolaz razdvaja otok na dva dijela na veći sjeverni i manji južni dio. Otok ima iznimno vlažnu klimu. Najviši vrh otoka je Mt. Kalourat s 1435 metra.

## Povijest
Prvi poznati Europljanin na otoku bio je španjolski moreplovac Alvaro de Mendaña de Neira 1568. godine. Za prolaz Maramasike mislio je da je rijeka. Tokom plovidbe španjolske ekspedicije dočekali su ih domorodci u ratnim kanuima i počeli pucati po njima strijelama, na to su oni uzvratili mecima, a ubijeno je i ranjeno nekoliko osoba. Međutim, nakon ovog otkrića, cijeli lanac Salomonskih otoka nije pronađen, pa se čak sumnjalo u njegovo postojanje dvjesto godina.

## Stanovništo
Na otoku živi 130.909 stanovnika, dok je prosječna gustoća naseljenosti 32,5 stan./km2. Stanovnici otoka imaju tamniju kožu nego Polinežani, ali ne općenito tamnu kao narod na otoku Bougainvilleu ili zapadnom Salomonu, koje Malaitanci nazivaju "crncima". Otočani govore nekoliko jezika iz skupine jugoistočnih solomonskih jezika.